# アメリカ海軍フリゲート一覧
本項目はアメリカ海軍のフリゲート、艦種番号 FF、FFG の一覧である。1975年6月30日の艦種改変で護衛駆逐艦(DE, DEG)がフリゲートに艦種変更された。オリバー・ハザード・ペリー級は徐々に退役し、その後継として沿海域戦闘艦 (LCS) が配備予定である。
帆船時代のフリゲートに関しては アメリカ海軍帆走フリゲート一覧を参照のこと。
哨戒フリゲート (Patrol Frigate, PF) に関しては アメリカ海軍哨戒艇一覧を参照のこと。

## ブロンシュタイン級フリゲート (FF)
1963年に2隻が就役
- ブロンシュタイン (USS Bronstein, FF-1037)：メキシコ海軍へ移管
- マックロイ (USS McCloy, FF-1038)：メキシコ海軍へ移管

## ガーシア級フリゲート (FF)
1964年から1968年にかけて10隻が就役
- ガーシア (USS Garcia, FF-1040)
- ブラッドレイ (USS Bradley, FF-1041)：ブラジル海軍へ移管
- エドワード・マクダネル (USS Edward McDonnell, FF-1043)
- ブランビィ (USS Brumby, FF-1044)
- デヴィッドソン (USS Davidson, FF-1045)：ブラジル海軍へ移管
- ヴォーグ (USS Voge, FF-1047)
- サンプル (USS Sample, FF-1048)：ブラジル海軍へ移管
- コーレシュ (USS Koelsch, FF-1049)
- アルバート・デヴィッド (USS Albert David, FF-1050)：ブラジル海軍へ移管
- オハラハン (USS O'Callahan, FF-1051)

## ノックス級フリゲート (FF)
1969年から1974年にかけて46隻が就役

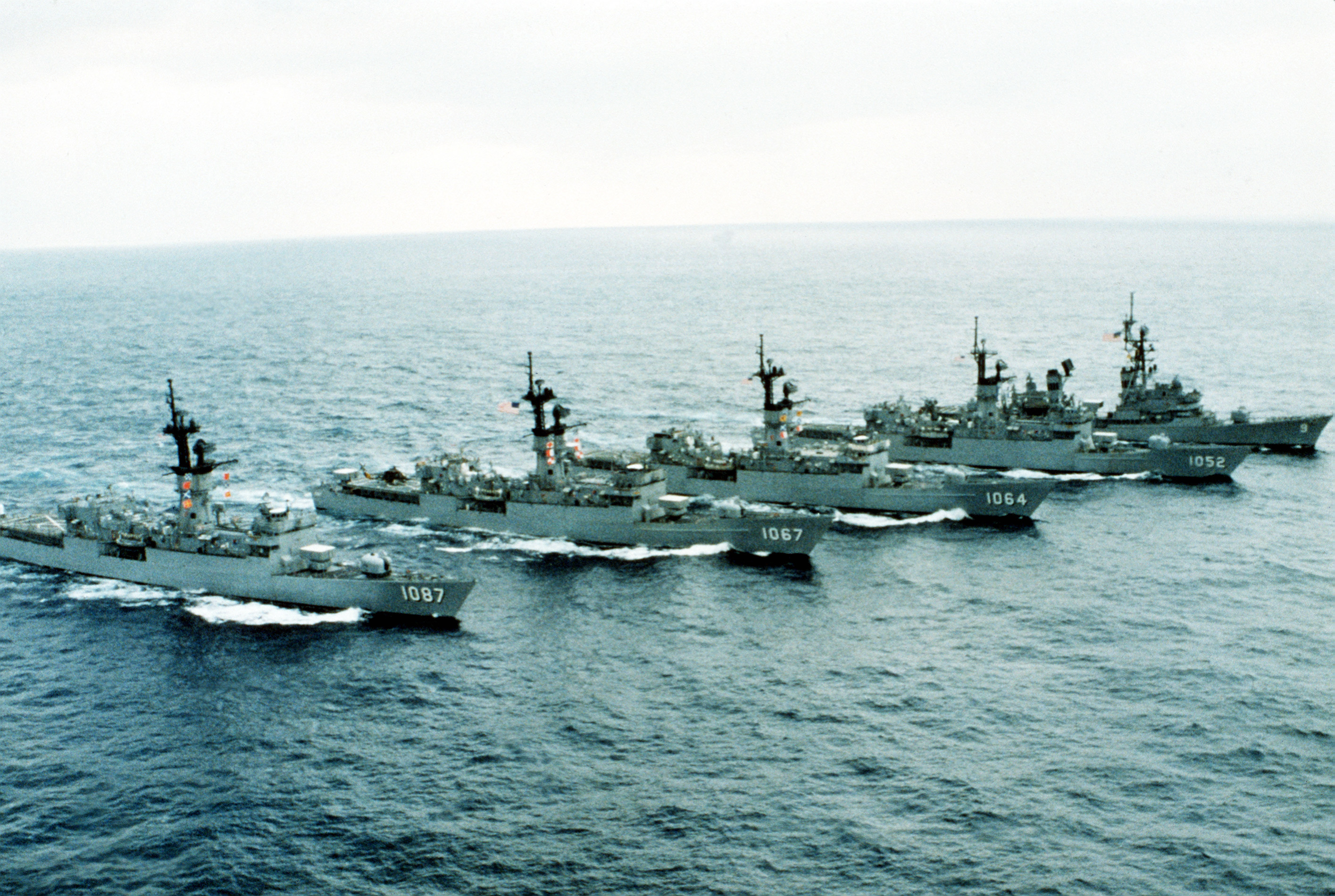
Knox class

- ノックス (USS Knox, FF-1052)
- ロアーク (USS Roark, FF-1053)
- グレイ (USS Gray, FF-1054)
- ヘプバーン (USS Hepburn, FF-1055)
- コノール (USS Connole, FF-1056)
- ラスバーン (USS Rathburne, FF-1057)
- メイヤコード (USS Meyerkord, FF-1058)
- W・S・シムズ (USS W. S. Sims, FF-1059)
- ラング (USS Lang, FF-1060)
- パターソン (USS Patterson, FF-1061)
- ホイップル (USS Whipple, FF-1062)
- リーズナー (USS Reasoner, FF-1063)
- ロックウッド (USS Lockwood, FF-1064)
- ステイン (USS Stein, FF-1065)
- マーヴィン・シールズ (USS Marvin Shields, FF-1066)
- フランシス・ハモンド (USS Francis Hammond, FF-1067)
- ヴィリーランド (USS Vreeland, FF-1068)
- バッグレイ (USS Bagley, FF-1069)
- ダウンズ (USS Downes, FF-1070)
- バジャー (USS Badger, FF-1071)
- ブラークリー (USS Blakely, FF-1072)
- ロバート・E・ピアリー (USS Robert E. Peary, FF-1073)
- ハロルド・E・ホルト (USS Harold E. Holt, FF-1074)
- トリップ (USS Trippe, FF-1075)
- ファニング (USS Fanning, FF-1076)
- オーレット (USS Ouellet, FF-1077)
- ジョセフ・ヒューズ (USS Joseph Hewes, FF-1078)
- バウエン (USS Bowen, FF-1079)
- ポール (USS Paul, FF-1080)
- エールウィン (USS Aylwin, FF-1081)
- エルマー・モンゴメリー (USS Elmer Montgomery, FF-1082)
- クック (USS Cook, FF-1083)
- マッキャンドレス (USS McCandless, FF-1084)
- ドナルド・B・ベアリー (USS Donald B. Beary, FF-1085)
- ブリュートン (USS Brewton, FF-1086)
- カーク (USS Kirk, FF-1087)
- バービー (USS Barbey, FF-1088)
- ジェシー・L・ブラウン (USS Jesse L. Brown, FF-1089)
- エインズワース (USS Ainsworth, FF-1090)
- ミラー (USS Miller, FF-1091)
- トーマス・C・ハート (USS Thomas C. Hart, FF-1092)
- カポダーノ (USS Capodanno, FF-1093)
- ファリス (USS Pharris, FF-1094)
- トルーエット (USS Truett, FF-1095)
- ヴァルデス (USS Valdez, FF-1096)
- モインスター (USS Moinester, FF-1097)
- FF-1098からFF-1107まではキャンセルされ未命名。FF-1098の番号はグローバーに再使用された。

## グローバー級フリゲート (AGFF)
1965年に就役
- グローバー (USS Glover, FF-1098)：研究用に改修がなされた艦。1965年にAGDE-1として就役、1975年にAGFF-1へ艦種変更、1979年にFF-1098に艦種変更。

## ブルック級ミサイルフリゲート (FFG)
1966年から1968年にかけて6隻が就役

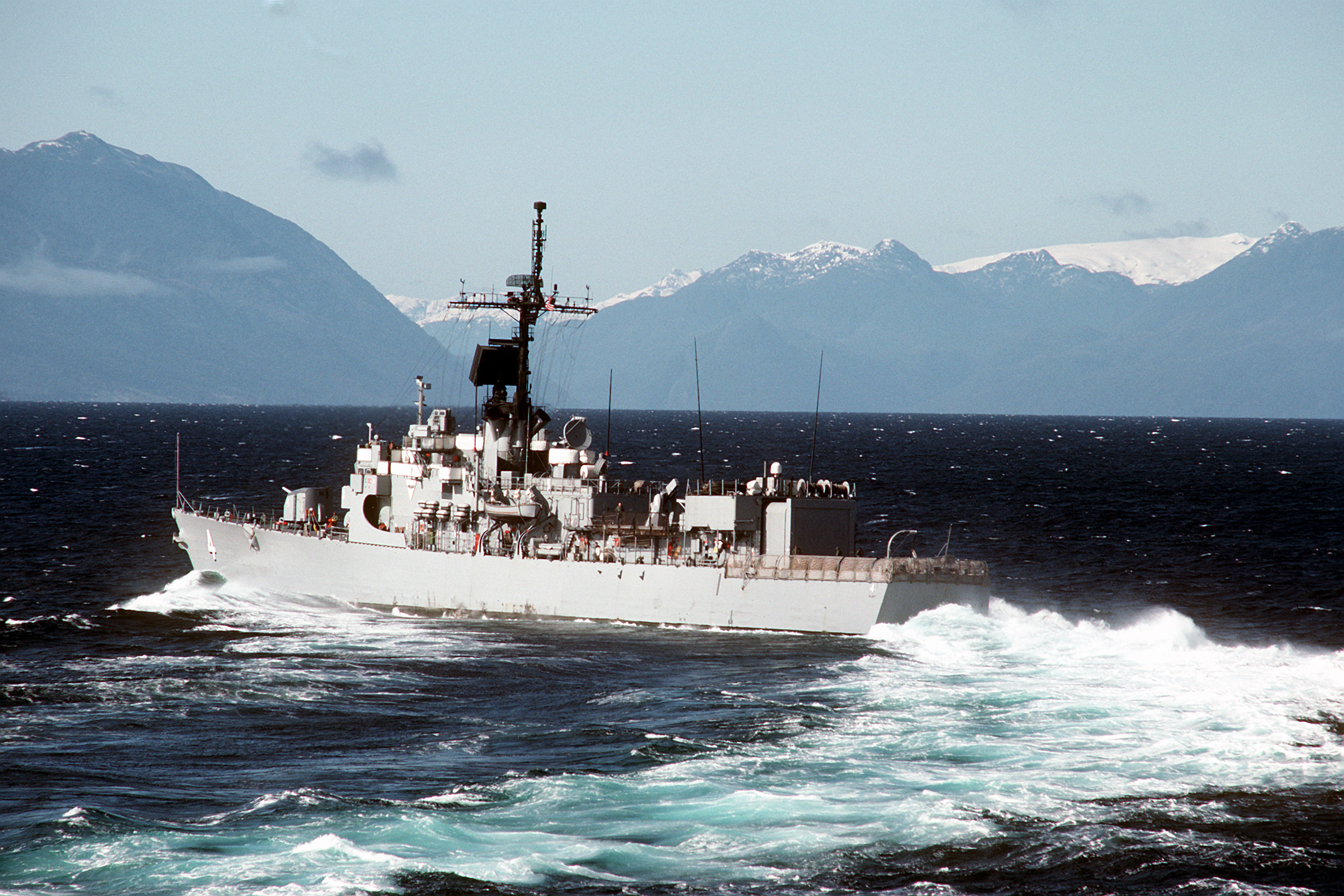
USS Talbot (FFG-4)

- ブルック (USS Brooke, FFG-1)
- ラムゼー (USS Ramsey, FFG-2)
- スコフィールド (USS Schofield, FFG-3)
- タルボット (USS Talbot, FFG-4)
- リチャード・L・ペイジ (USS Richard L. Page, FFG-5)
- ジュリアス・A・フューアー (USS Julius A. Furer, FFG-6)

## オリバー・ハザード・ペリー級ミサイルフリゲート (FFG)
1977年から1989年にかけて51隻が就役

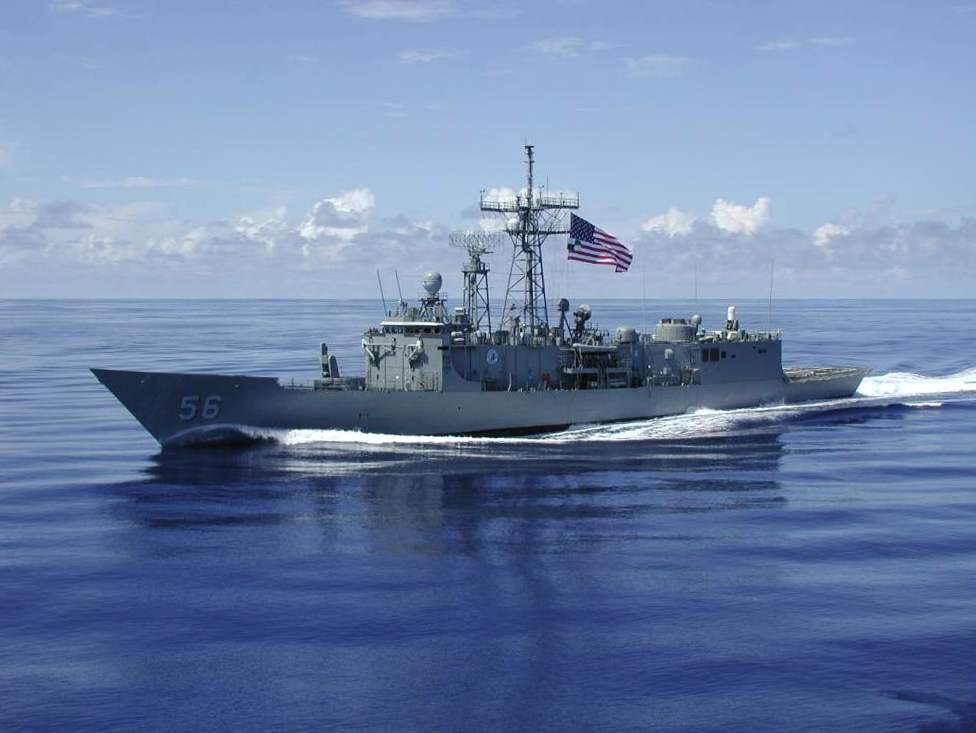
USS Simpson (FFG-56)

- オリバー・ハザード・ペリー (USS Oliver Hazard Perry, FFG-7)
- マッキナニー (USS Mclnerney, FFG-8)
- ワズワース (USS Wadsworth, FFG-9)
- ダンカン (USS Duncan, FFG-10)
- クラーク (USS Clark, FFG-11)
- ジョージ・フィリップ (USS George Philip, FFG-12)
- サミュエル・エリオット・モリソン (USS Samuel Eliot Morison, FFG-13)
- サイズ (USS Sides, FFG-14)
- エストシン (USS Estocin, FFG-15)
- クリフトン・スプレイグ (USS Clifton Sprague, FFG-16)
- ジョン・A・ムーア (USS John A Moore, FFG-19)
- アントリム (USS Antrim, FFG-20)
- フラットレイ (USS Flatley, FFG-21)
- ファーリオン (USS Fahrion, FFG-22)
- ルイス・B・プラー (USS Lewis B. Puller, FFG-23)
- ジャック・ウィリアムス (USS Jack Williams, FFG-24)
- コープランド (USS Copeland, FFG-25)
- ギャラリー (USS Gallery, FFG-26)
- マーロン・S・ティスデイル (USS Mahlon S. Tisdale, FFG-27)
- ブーン (USS Boone, FFG-28)
- スティーブン・W・グローブス (USS Stephen W. Groves, FFG-29)
- リード (USS Reid, FFG-30)
- スターク (USS Stark, FFG-31)
- ジョン・L・ホール (USS John L. Hall, FFG-32)
- ジャレット (USS Jarrett, FFG-33)
- オーブリー・フィッチ (USS Aubrey Fitch, FFG-34)
- アンダーウッド (USS Underwood, FFG-36)
- クロメリン (USS Crommelin, FFG-37)
- カーツ (USS Curts, FFG-38)
- ドイル (USS Doyle, FFG-39)
- ハリバートン (USS Halyburton, FFG-40)
- マクラスキー (USS McClusky, FFG-41)
- クラクリング (USS Klakring, FFG-42)
- サッチ (USS Thach, FFG-43)
- ド・ワート (USS De Wert, FFG-45)
- レンツ (USS Rentz, FFG-46)
- ニコラス (USS Nicholas, FFG-47)
- ヴァンデグリフト (USS Vandegrift, FFG-48)
- ロバート・G・ブラッドレイ (USS Robert G. Bradley, FFG-49)
- テイラー (USS Taylor, FFG-50)
- ゲイリー (USS Gary, FFG-51)
- カー (USS Carr, FFG-52)
- ハウズ (USS Hawes, FFG-53)
- フォード (USS Ford, FFG-54)
- エルロッド (USS Elrod, FFG-55)
- シンプソン (USS Simpson, FFG-56)
- ルーベン・ジェームス (USS Reuben James, FFG-57)
- サミュエル・B・ロバーツ (USS Samuel B. Roberts, FFG-58)
- カウフマン (USS Kauffman, FFG-59)
- ロドニー・M・デイヴィス (USS Rodney M. Davis, FFG-60)
- イングラハム (USS Ingraham, FFG-61)

## フリーダム級沿海域戦闘艦 (LCS)
- フリーダム (USS Freedom, LCS-1)

## インディペンデンス級沿海域戦闘艦 (LCS)
- インディペンデンス (USS Independence, LCS-2)

## コンステレーション級ミサイルフリゲート (FFG)
2020年4月30日、アメリカ海軍はイタリアの防衛産業企業フィンカンティエリが提案したFREMMを次期フリゲート「FFG (X)」プログラムに採用すると発表した。但し、アメリカ造船企業とパートナーシップを結ぶ必要があることから、イタリアの造船所で建造できないため、実際にはウィスコンシン州に拠点を置くフィンカティエリ傘下の造船企業マリネットマリンで建造される。
- コンステレーション (USS Constellation, FFG-62)
- コングレス (USS Congress, FF-63)
- チェサピーク (USS Chesapeake, FFG-64)
- ラファイエット (USS Lafayette, FF-65)
- ハミルトン (USS Hamilton, FFG-66)
- ガルベス (USS Galvez, FFG-67)